# Gallehdar
Gallehdār o Galleh Dār (farsi گله‌دار) è una città dello shahrestān di Mehr, circoscrizione di Gallehdar, nella provincia di Fars. Aveva, nel 2006, una popolazione di 9.982 abitanti.